# Три тенора
Три тенора (итал. I Tre Tenori, англ. The Three Tenors, исп. Los Tres Tenores) — популярное название трио классических оперных теноров, состоявшего из испанских певцов Пласидо Доминго, Хосе Каррераса и итальянского певца Лучано Паваротти, под которым они давали концерты в 1990—2003 годах. Вокалисты начали своё сотрудничество с выступления в Риме 7 июля 1990 года в древних термах Каракаллы — накануне финала чемпионата мира по футболу 1990 года. Образ трёх теноров в парадных вечерних костюмах, поющих на концерте Кубка мира, пленил мировую публику. Запись этого дебютного концерта стала самым продаваемым классическим альбомом всех времён и привела к дополнительным выступлениям и концертным альбомам. Они выступали перед мировой телевизионной аудиторией ещё в трех финалах Кубка мира: 1994 году в Лос-Анджелесе, 1998 году в Париже и 2002 году в Йокогаме. Они также гастролировали по другим городам мира, обычно выступая на стадионах или подобных больших аренах перед огромной аудиторией. В последний раз они выступали вместе на арене в Колумбусе, штат Огайо, 28 сентября 2003 года.
Репертуар Трёх теноров варьировался от бродвейских опер до неаполитанских песен и поп-хитов. Среди фирменных песен группы были «Nessun dorma» из оперы Пуччини «Турандот», которую обычно пел Паваротти, и Баллада «’O sole mio», которую все три тенора обычно пели вместе.

## История
Итальянский продюсер Марио Дради вместе с немецким продюсером Эльмаром Крузе и британским композитором и продюсером Гербертом Чаппеллом задумали первый концерт в 1990 году в Риме. Целью концерта был сбор средств для фонда Хосе Каррераса José Carreras International Leukaemia Foundation. Это был также повод для его друзей Доминго и Паваротти приветствовать возвращение Каррераса в мир оперы после успешного лечения от лейкемии. Три тенора впервые выступили на концерте к чемпионату мира по футболу 1990 года. Зубин Мета дирижировал оркестром Maggio Musicale Fiorentino и оркестром Римского оперного театра. выступление, которое пленило мировую аудиторию. Экранизированная версия концерта была спродюсирована Гербертом Чаппеллом и Джаном Карло Бертелли для Decca и стала самым продаваемым классическим диском в истории.
Хосе Каррерас сказал по этому поводу: «Лучано — прирожденный коммуникатор, одна из самых харизматичных фигур, которых я когда-либо видел на сцене. Он только открывает рот и с первой же нотой пленяет аудиторию. Это то, с чем он родился. Пласидо — самый целостный артист, которого я когда-либо видел на сцене. Помимо выдающихся вокальных способностей и достижений, есть еще качество его актёрского мастерства. Для меня, любителя теноров, это большая честь и привилегия петь вместе с ними. Это два замечательных парня и высочайшие люди».
Второе выступление Трёх теноров состоялось 9 июня 1994 года в Монте-Карло, а третье — на стадионе Доджер в Лос-Анджелесе в преддверии финала чемпионата мира по футболу 1994 года, который посетили почти 50 000 человек и ещё около 1,3 млн зрителей смотрело его по телевидению.
В 1996—1997 года Три тенора совершили мировое турне, выступая на стадионах или больших аренах.. В 1996 году они выступили на Национальном олимпийском стадионе в Токио, на стадионе Уэмбли в Лондоне, на стадионе Эрнст Хаппель в Вене, на стадионе Giants Stadium в Нью-Йорке, на стадионе Уллеви в Гётеборге, на Олимпийском стадионе в Мюнхене, на стадионе Rheinstadion в Дюссельдорфе и стадионе Би-Си Плэйс в Ванкувере в канун нового года. В 1997 году концерты продолжились на стадионе Крикет Граунд в Мельбурне, на стадионе Роджерс Центр в Торонто, в Сан Лайф-стэдиум в Майами и на стадионе Камп Ноу в Барселоне. Заключительный концерт должен был состояться в Хьюстоне, но был отменён из-за очень низких продаж билетов.
Кроме основного турне 1996—1997 годов были даны два дополнительных концерта-бенефиса: один летом 1997 года в Модене — родном городе Паваротти и один зимой в Мадриде — родном городе Доминго. Деньги, полученные от продажи билетов, были направлены на восстановление театра Ла Фениче в Венеции и гранд-театра Лисео в Барселоне.
Затем они выступили на Марсовом поле, у подножья Эйфелевой башни, во время чемпионата мира по футболу 1998 года и в Иокогаме во время чемпионата мира по футболу 2002 года.
Вторая серия концертов за пределами мероприятий чемпионата мира по футболу FIFA снова состоялась в 1999 году, включая такие города, как Токио, Претория и Детройт. затем последовал Рождественский концерт в Вене в декабре того же года. В 2000 году Три тенора снова гастролировали, выступая вживую в Сан-Хосе, Калифорния, Лас-Вегасе, Вашингтоне, округ Колумбия, Кливленде и Сан-Паулу. Однако постановке пришлось отменить два запланированных концерта для этого тура: один в Гамбурге 16 июня из-за трудностей с поиском подходящего оркестра и дирижера, а другой в Олбани, штат Нью-Йорк, 22 июля из-за плохой продажи билетов. Более поздний концерт был заменен бразильским концертом в Сан-Паулу. Ещё один благотворительный концерт был дан тремя тенорами в декабре 2000 года в Чикаго в пользу Чикагского фонда борьбы со СПИДом. В 2001 году в Азии были даны ещё два концерта — один в Сеуле и один в Пекине в стенах Запретного города. Наконец, в 2003 году они выступили в Бате в Королевском полумесяце, а затем в сентябре того же года дали свой последний концерт, который состоялся в центре Шоттенштейна в Колумбусе, штат Огайо.
Концерт воссоединения Трёх теноров должен был состояться 4 июня 2005 года в парке Фундидора в Монтеррее, Мексика, но из-за проблем со здоровьем Паваротти его заменил мексиканский поп-певец Алехандро Фернандес.

## Список выступлений
| №  | город, страна          | место                  | событие                        | дирижёр         | дата             |
| -- | ---------------------- | ---------------------- | ------------------------------ | --------------- | ---------------- |
| 1  | Рим, Италия            | Термы Каракаллы        | Чемпионат мира по футболу 1990 | Зубин Мета      | 7 июля 1990      |
| 2  | Монте-Карло, Монако    | Опера Монте-Карло      | благотворительный концерт      | Зубин Мета      | 9 июля 1994      |
| 3  | Лос-Анджелес, США      | Доджер-стэдиум         | Чемпионат мира по футболу 1994 | Зубин Мета      | 16 июля 1994     |
| 4  | Токио, Япония          | Олимпийский стадион    | мировой тур                    | Джеймс Ливайн   | 29 июня 1996     |
| 5  | Лондон, Великобритания | Уэмбли                 | мировой тур                    | Джеймс Ливайн   | 6 июля 1996      |
| 6  | Вена, Австрия          | Эрнст Хаппель          | мировой тур                    | Джеймс Ливайн   | 13 июля 1996     |
| 7  | Ист-Ратерфорд, США     | Джайантс Стадиум       | мировой тур                    | Джеймс Ливайн   | 20 июля 1996     |
| 8  | Гётеборг, Швеция       | Уллеви                 | мировой тур                    | Джеймс Ливайн   | 26 июля 1996     |
| 9  | Мюнхен, Германия       | Олимпийский стадион    | мировой тур                    | Джеймс Ливайн   | 3 августа 1996   |
| 10 | Дюссельдорф, Германия  | Рейнштадион            | мировой тур                    | Джеймс Ливайн   | 24 августа 1996  |
| 11 | Ванкувер, Канада       | Би-Си Плэйс            | мировой тур                    | Джеймс Ливайн   | 31 декабря 1996  |
| 12 | Торонто, Канада        | Скай-доум              | мировой тур                    | Джеймс Ливайн   | 4 января 1997    |
| 13 | Мельбурн, Австралия    | Мельбурн Крикет Граунд | мировой тур                    | Марко Армильято | 1 марта 1997     |
| 14 | Майами, США            | Pro Player Stadium     | мировой тур                    | Джеймс Ливайн   | 8 марта 1997     |
| 15 | Модена, Италия         | Альберто Бралья        | благотворительный концерт      | Джеймс Ливайн   | 17 июня 1997     |
| 16 | Барселона, Испания     | Камп Ноу               | мировой тур                    | Джеймс Ливайн   | 13 июля 1997     |
| 17 | Мадрид, Испания        | Королевский театр      | благотворительный концерт      | Марко Армильято | 8 января 1998    |
| 18 | Париж, Франция         | Марсово поле           | Чемпионат мира по футболу 1998 | Джеймс Ливайн   | 10 июля 1998     |
| 19 | Токио, Япония          | Токио Доум             | мировой тур                    | Джеймс Ливайн   | 9 января 1999    |
| 20 | Претория, ЮАР          | Здания союза           | мировой тур                    | Марко Армильято | 18 апреля 1999   |
| 21 | Детройт, США           | Тайгер                 | мировой тур                    | Джеймс Ливайн   | 17 июля 1999     |
| 22 | Вена, Австрия          | Концертхаус            | рождественский концерт         | Стивен Меркурио | 23 декабря 1999  |
| 23 | Сан-Хосе, США          | Сан-Хосе-арена         | мировой тур                    | Марко Армильято | 29 декабря 1999  |
| 24 | Лас-Вегас, США         | Центр «Мандалай Бэй»   | мировой тур                    | Марко Армильято | 22 апреля 2000   |
| 25 | Вашингтон, США         | MCI Center             | мировой тур                    | Джеймс Ливайн   | 7 мая 2000       |
| 26 | Кливленд, США          | Browns Stadium         | мировой тур                    | Марко Армильято | 25 июня 2000     |
| 27 | Сан-Пауло, Бразилия    | Морумби                | мировой тур                    | Марко Армильято | 22 июля 2000     |
| 28 | Чикаго, США            | Юнайтед-центр          | благотворительный концерт      | Янош Ач         | 17 декабря 2000  |
| 29 | Сеул, Корея            | Олимпийский стадион    | мировой тур                    | Янош Ач         | 22 июня 2001     |
| 30 | Пекин, Китай           | Запретный город        | мировой тур                    | Янош Ач         | 23 июня 2001     |
| 31 | Йокогама, Япония       | Йокогама-арена         | Чемпионат мира по футболу 2002 | Янош Ач         | 27 июня 2002     |
| 32 | Сент-Пол, США          | Эксел Энерджи-центр    | мировой тур                    | Янош Ач         | 16 декабря 2002  |
| 33 | Бат, Великобритания    | Королевский полумесяц  | мировой тур                    | Янош Ач         | 7 августа 2003   |
| 34 | Колумбус, США          | Schottenstein Center   | мировой тур                    | Янош Ач         | 28 сентября 2003 |

## Спорные вопросы и критика

### Гонорары
Для своего первого совместного выступления в Риме в 1990 году Каррерас, Доминго и Паваротти согласились принять относительно небольшие фиксированные гонорары за права на запись их концерта, которые они затем пожертвовали на благотворительность. Их альбом неожиданно принёс Decca Records многомиллионную прибыль, вызвав некоторое недовольство со стороны теноров, которые официально не получали никаких роялти. Как сообщалось в прессе, Доминго подозревал, что звукозаписывающая компания платила Паваротти на стороне, чтобы удержать одного из своих лучших контрактных исполнителей, но Паваротти отрицал это, настаивая: «мы ничего не получили». Много лет спустя его бывший агент и менеджер Герберт Бреслин писал, что Паваротти действительно тайно получил 1,5 миллиона долларов, которые не получили два других тенора, не имевшие контракта с Decca. Для последующих концертов и записей певцы были гораздо более осторожны в обеспечении финансово выгодных договорных условий для себя.

### Критика
Феномен трёх теноров хвалили за то, что они представили оперу более широкой аудитории, но некоторые оперные пуристы упрекали их. Доминго ответил критикам в интервью 1998 года : «пуристы, они говорят, что это не опера. Конечно, это не опера, она не претендует на то, чтобы быть оперой. Это концерт, в котором мы поем какую-то оперу, поем какие-то песни, исполняем какую-то зарзуэлу, потом делаем попурри из песен… мы очень уважаем, когда люди критикуют ее. Вот и прекрасно. Они не должны приходить… но они должны оставить людей, которые приходят и счастливы». Как писал Виктор Коршиков, «во многих крупных театрах ходило выражение: „Оперу загубили три человека и все три — теноры“. К проекту „3 тенора“ можно, конечно, относиться по-разному, но не стоит забывать, что это была благотворительная акция, посвящённая выздоровлению Хосе Каррераса, и именно благодаря „трём тенорам“ Паваротти и Доминго — давние враги помирились и стали выступать вместе в серьёзных „настоящих“ спектаклях, таких, как „Плащ“ Пуччини и „Паяцы“ Леонкавалло в „Метрополитен Опера“ в один вечер».
Другие критики, такие как Мартин Бернхаймер, жаловались, что теноры выступали ради чрезмерного денежного вознаграждения, а не ради искусства. Во время своего первого мирового турне каждый тенор получал около миллиона долларов за концерт, что было неслыханным для классических музыкантов. В совместном интервью со своими коллегами Паваротти ответил на жалобы о своих доходах так: "Мы зарабатываем те деньги, которые заслуживаем. Мы не заставляем кого-то платить нам. Доминго добавил о мире оперы: «Я даю 17 спектаклей за 25 дней. Спроси меня, сколько я за это получу… В течение 30 лет мы отдавали лучшее из нашей жизни и нашей карьеры. Ты думаешь, мы не заслуживаем денег?». Каррерас, со своей стороны, подчеркнул, как мало они зарабатывают по сравнению со многими спортсменами, поп- певцами и кинозвёздами.

### Правовой вопрос
С успехом трёх теноров связан антимонопольный скандал — Федеральная торговая комиссия США уличила Warner Bros. и Vivendi SA в сговоре. Целью сговора была защита продаж совместно выпущенного альбома парижского концерта теноров, для чего компании отказались рекламировать и распространять альбомы Римского концерта (выпущенного PolyGram, позже перешедшего к Vivendi) и Лос-Анджелесского концерта (выпущенного Warner Bros.), чтобы защитить продажи совместно выпущенного альбома Парижского концерта 1998 года.
Три тенора также столкнулись с проблемами в отношениях с германским правительством. Группа проиграла судебный процесс по поводу того, должны ли они по закону платить более низкие ставки роялти за классическую музыку в соответствии с законодательством Германии или более высокие сборы, зарезервированные для популярной музыки. Кроме того, немецкое правительство обвинило теноров в неуплате налогов. Их организатор концертов и промоутер Маттиас Хоффман, который в то время отвечал за их налоги, был приговорен к тюремному заключению за свою роль в предполагаемом уклонении от уплаты налогов.

## Дискография
- The Three Tenors in Concert[англ.]
- The Three Tenors in Concert 1994[англ.]

(Оба альбома достигали в ряде стран первых строк национальных чартов и были сертифицированы по продажам от золотого до мультиплатинового уровня).
- The Three Tenors in Concert — Paris 1998
- The Three Tenor Christmas. 2000 Sony